# Belrupt-en-Verdunois
Belrupt-en-Verdunois ist eine französische Gemeinde mit 541 Einwohnern (Stand: 1. Januar 2022) im Département Meuse in der Region Grand Est (vor 2016: Lothringen). Die Gemeinde gehört zum Arrondissement Verdun, zum Kanton Verdun-2 und zum Gemeindeverband Communauté de communes du Val de Meuse et de la Vallée de la Dieue.

## Geografie
Belrupt-en-Verdunois liegt etwa vier Kilometer ostsüdöstlich des Stadtzentrums von Verdun. Umgeben wird Belrupt-en-Verdunois von den Nachbargemeinden Moulainville im Norden und Osten, Châtillon-sous-les-Côtes im Osten und Südosten, Sommedieue im Südosten und Süden, Haudainville im Süden sowie Verdun im Westen. 

## Bevölkerungsentwicklung
| Jahr                       | 1962 | 1968 | 1975 | 1982 | 1990 | 1999 | 2006 | 2019 |
| Einwohner                  | 302  | 268  | 308  | 331  | 448  | 466  | 442  | 558  |
| Quellen: Cassini und INSEE |      |      |      |      |      |      |      |      |

## Sehenswürdigkeiten

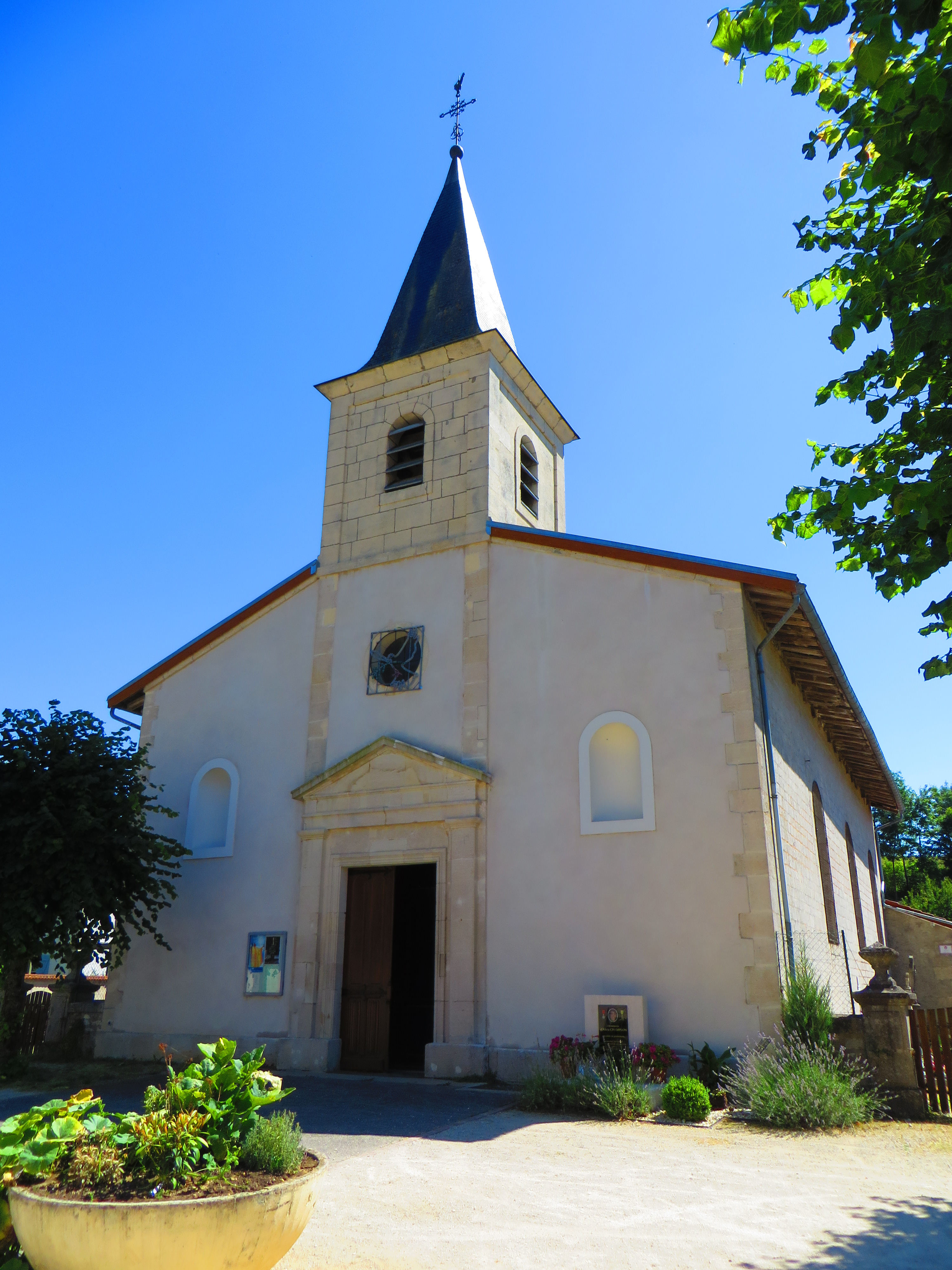
Kirche Saint-Martin

- Kirche Saint-Martin, 1832 erbaut